# Merosargus altifrons
Merosargus altifrons är en tvåvingeart som beskrevs av James och Mcfadden 1971. Merosargus altifrons ingår i släktet Merosargus och familjen vapenflugor.
Artens utbredningsområde är Venezuela. Inga underarter finns listade i Catalogue of Life.